# تیم ویرینن
تیم ویرینن (فنلاندی: Tim Väyrynen؛ زادهٔ ۳۰ مارس ۱۹۹۳) بازیکن فوتبال اهل فنلاند است.
از باشگاه‌هایی که در آن بازی کرده‌است می‌توان به باشگاه فوتبال بروسیا دورتموند و باشگاه فوتبال دینامو درسدن اشاره کرد.
وی همچنین در تیم‌های ملی فوتبال زیر ۲۱ سال فنلاند و فنلاند بازی کرده‌است.